# Cortanze
Cortanze (piemontiul: Cortanse) település Olaszországban, Piemont régióban, Asti megyében. Lakosainak száma 261 fő (2023. január 1.). Cortanze Cunico, Montechiaro d'Asti, Piea, Soglio és Viale községekkel határos.

## Népesség
A település lakossága az elmúlt években az alábbi módon változott:
| Lakosok száma | 274  | 277  | 261  |
|               | 2017 | 2018 | 2023 |